# アレクサンダー・リンカーン
アレクサンダー・リンカーン（Alexander Lincoln, 1994年1月21日 - ）はイングランドの俳優。1972年から続くイギリスのソープオペラ『Emmerdale』に2019年から2021年までジェイミー・テイト役で出演したことで知られる。

## 生い立ち
ロンドンのランベスで生まれ、バルハムで短期間暮らした後、ロンドン近郊のサリーに移り、その後、父親の仕事でアラブ首長国連邦（UAE）の首都アブダビで10年を過ごし、8年生の時にサリーに戻る。アブダビの学校では吹奏楽部に所属し、トロンボーンを演奏していた。

## 略歴
いくつかの短編映画などに出演した後、2019年から2021年までソープオペラ『Emmerdale』にジェイミー・テイト役で出演したことで俳優として知られるようになる。なお、同役に決まったとの電話連絡があったのは別の仕事の面接を受けようとしていた時であり、タイミングがずれていたら、キャリアは全く異なる道を辿るところだった。
2022年の主演映画『In from the Side』での演技が高く評価される（受賞歴を参照）。

## 私生活
自らの性的指向を特に隠してはいなかったが、ゲイのラグビー選手を演じた2022年の主演映画『In from the Side』で、作品だけでなく、自らの演技も高く評価されたことに対する感謝の気持ちを綴った文章を自らのInstagramに投稿した際に寄せられた、異性愛者が同性愛者を演じることについて触れたコメントに対し、「自分は異性愛者ではない（I'm not straight）」と返信したことが注目された他、その後のメディアのインタビューで女性とも男性とも交際したことがあると明かすとともに、自らのセクシャリティをラベリングするのは好きではないと語っている。
学生時代、学校では常に性的には曖昧な存在で、それを自分でジョークにしていたが、自分を道化と思ったことは全くなく、周囲は皆ありのままの自分を受け入れてくれたと語っている。

## 主な出演作品

### テレビドラマ
- Emmerdale (2019-2021)
- Everything I Know About Love (2022) ※4エピソード
- Doctors (2024) ※7エピソード
- The Groomsmen 三部作 ※配信映画
  - The Groomsmen: First Look (2024)
  - The Groomsmen: Second Chances (2024) ※主人公の相手役
  - The Groomsmen: Last Dance (2024)

### 映画
- In from the Side (2022) ※主演
- Inland (2022)
- A Night Like This (2025) ※主演

## 受賞歴
| 年   | 賞                           | 部門                 | 作品名           | 結果       | 参照  |
| ---- | ---------------------------- | -------------------- | ---------------- | ---------- | ----- |
| 2021 | インサイド・ソープ・アワード | 悪役賞               | Emmerdale        | ノミネート | [ 7 ] |
| 2022 | FilmOutサンディエゴ          | 男優賞               | In from the Side | 受賞       | [ 8 ] |
| 2022 | 英国インディペンデント映画賞 | ブレイクスルー俳優賞 | In from the Side | 最終候補   | [ 9 ] |